# Combined steam and gas

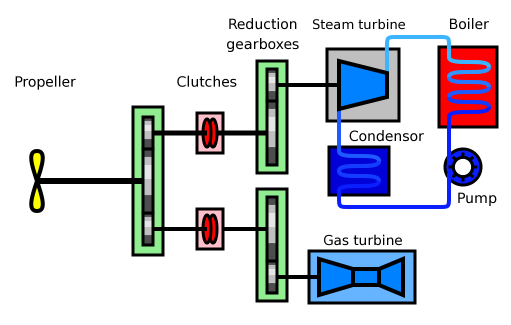
Schéma de fonctionnement d'une motorisation COSAG.

Le Combined steam and gas (COSAG) est un système de propulsion maritime combinant turbines à vapeur et turbines à gaz pour alimenter les arbres d'hélices. Une boîte de vitesses et des embrayages permettent à l'un des moteurs ou aux deux ensemble d'entraîner l'arbre d'hélice. Il a l'avantage de l'efficacité de croisière et de la fiabilité de la vapeur et de l'accélération rapide et du temps de démarrage du gaz. Ce système était principalement utilisé sur les navires à turbine à gaz de première génération tels que les destroyers de la classe County (en) de la Royal Navy et les frégates de la classe Tribal (en).
Le porte-avions espagnol Dédalo également équipé de ce système de propulsion.